# Estadio Jalisco
Az Estadio Jalisco stadion a mexikói Guadalajara városában helyezkedik el 1560 méterrel a tengerszint felett. Ez az ország egyik legnagyobb befogadóképességű stadionja: 63 163 fős Jelenleg a Club Atlas és a Leones Negros otthona, de korábban a CD Guadalajara pályája is ez volt. Itt rendezték az 1970-es és az 1986-os labdarúgó-világbajnokság több mérkőzését is.